# ایسک-دایاک
ایسک-دایاک (به لاتین: Iske-Dayak) یک منطقهٔ مسکونی در تاجیکستان است که در ولایت سغد واقع شده‌است.